# Amathia lamourouxi
Amathia lamourouxi är en mossdjursart som beskrevs av Chimonides 1987. Amathia lamourouxi ingår i släktet Amathia och familjen Vesiculariidae. Inga underarter finns listade i Catalogue of Life.